# Images (Cilla Black)
Images è il sesto album in studio della cantante britannica Cilla Black, pubblicato nel 1971.

## Tracce
Side 1
1. Faded Images (Kenny Lynch, Tony Hicks)
2. Junk (Paul McCartney)
3. Your Song (Elton John, Bernie Taupin)
4. Just Friends (Rod Edwards, Roger Hand)
5. It's Different Now (Clive Westlake)
6. First of May (Barry Gibb, Robin Gibb, Maurice Gibb)

Side 2
1. (They Long to Be) Close to You (Burt Bacharach, Hal David)
2. Rainbow (William Campbell, Thomas McAleese)
3. Make It with You (David Gates)
4. Our Brand New World (Bobby Willis, Clive Westlake)
5. Sad Sad Song (Roger Cook, Roger Greenaway)
6. Bridge Over Troubled Water (Paul Simon)